# Ga Jangjeon
Ga Jangjeon (tiếng Hàn: 장전역; Hanja: 長箭驛) là ga của Busan Metro tuyến 1 ở Jangjeon-dong, quận Geumjeong, Busan, Hàn Quốc.

## Hành khách
| Tuyến   | Số lượng hành khách theo năm | Số lượng hành khách theo năm | Số lượng hành khách theo năm | Số lượng hành khách theo năm | Số lượng hành khách theo năm | Số lượng hành khách theo năm | Số lượng hành khách theo năm | Số lượng hành khách theo năm | Số lượng hành khách theo năm | Số lượng hành khách theo năm | Số lượng hành khách theo năm | Số lượng hành khách theo năm | Số lượng hành khách theo năm | Số lượng hành khách theo năm | Chú thích |
| Tuyến   | 2002                         | 2003                         | 2004                         | 2005                         | 2006                         | 2007                         | 2008                         | 2009                         | 2010                         | 2011                         | 2012                         | 2013                         | 2014                         | 2015                         | Chú thích |
| ------- | ---------------------------- | ---------------------------- | ---------------------------- | ---------------------------- | ---------------------------- | ---------------------------- | ---------------------------- | ---------------------------- | ---------------------------- | ---------------------------- | ---------------------------- | ---------------------------- | ---------------------------- | ---------------------------- | --------- |
| Tuyến 1 | 13052                        | 12073                        | 11257                        | 10538                        | 10070                        | 9550                         | 9832                         | 9855                         | 9987                         | 10829                        | 11083                        | 11330                        | 11833                        |                              | [ 1 ]     |

## Liên kết
- (tiếng Hàn) Thông tin ga từ Tổng công ty vận chuyển Busan